# Liga Alemana de Balonmano 2009-10

## Clasificación Final
|    | Equipo                       | J  | G  | E | P  | GF/GC    | Dif. | Puntos |
| -- | ---------------------------- | -- | -- | - | -- | -------- | ---- | ------ |
| 1  | THW Kiel (C)                 | 34 | 30 | 2 | 2  | 1135/865 | +270 | 62     |
| 2  | HSV Hamburg                  | 34 | 30 | 1 | 3  | 1125/911 | +214 | 61     |
| 3  | SG Flensburg-Handewitt       | 34 | 27 | 0 | 7  | 1026/887 | +139 | 54     |
| 4  | Rhein-Neckar Löwen           | 34 | 24 | 1 | 9  | 1047/923 | +124 | 49     |
| 5  | VfL Gummersbach              | 34 | 22 | 3 | 9  | 999/921  | +78  | 47     |
| 6  | Frisch Auf Göppingen         | 34 | 22 | 2 | 10 | 1001/985 | +16  | 46     |
| 7  | TBV Lemgo                    | 34 | 20 | 2 | 12 | 981/914  | +67  | 42     |
| 8  | TV Großwallstadt             | 34 | 18 | 4 | 12 | 925/890  | +35  | 40     |
| 9  | Füchse Berlin                | 34 | 20 | 0 | 14 | 977/943  | +34  | 40     |
| 10 | TuS Nettelstedt-Lübbecke (A) | 34 | 11 | 4 | 19 | 949/964  | -15  | 26     |
| 11 | SC Magdeburg                 | 34 | 12 | 1 | 21 | 957/1016 | -59  | 25     |
| 12 | MT Melsungen                 | 34 | 11 | 1 | 22 | 952/1046 | -94  | 23     |
| 13 | HSG Wetzlar                  | 34 | 11 | 1 | 22 | 879/987  | -108 | 23     |
| 14 | TSV Hannover-Burgdorf (A)    | 34 | 9  | 2 | 23 | 880/1011 | -131 | 20     |
| 15 | HBW Balingen-Weilstetten     | 34 | 9  | 0 | 25 | 889/971  | -82  | 18     |
| 16 | TSV Dormagen                 | 34 | 6  | 2 | 26 | 891/1058 | -167 | 14     |
| 17 | HSG Düsseldorf (A)           | 34 | 5  | 2 | 27 | 868/1032 | -164 | 12     |
| 18 | GWD Minden                   | 34 | 2  | 6 | 26 | 847/1004 | -157 | 10     |

## Resumen
|  | Campeón de Liga: THW Kiel                                                                           |
|  | Campeón de Copa: HSV Hamburg                                                                        |
|  | Jugarán la EHF Champions League: THW Kiel, HSV Hamburg, SG Flensburg-Handewitt y Rhein-Neckar Löwen |
|  | Jugarán la Recopa de Europa: VfL Gummersbach                                                        |
|  | Jugarán la Copa EHF: Frisch Auf Göppingen, TBV Lemgo y TV Großwallstadt                             |
|  | Promociona: TSV Dormagen                                                                            |
|  | Descienden: HSG Düsseldorf y TSV GWD Minden                                                         |
|  | (C) Campeón Liga 2009                                                                               |
|  | (A) Ascendidos 2009                                                                                 |